# کوره پخت آهک

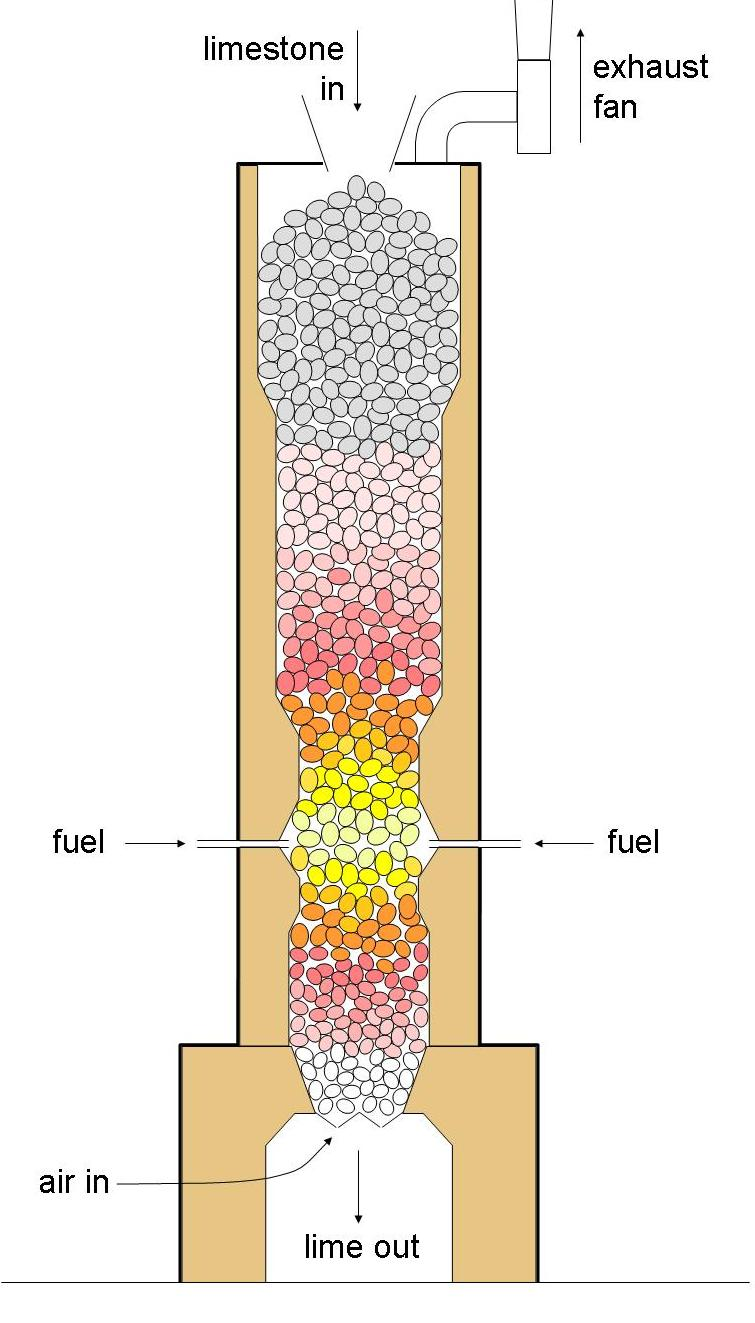
نمونه‌ای از یک کوره استوانه‌ای

کوره پخت آهک در صنایع شیمیایی جهت تولید آهک زنده از سنگ آهک (کلسیم کربنات) به کار می‌رود. در این کوره‌ها سنگ آهک با دیدن حرارت بالا بین ۹۰۰ تا ۱۰۰۰ درجه سانتی گراد، تکلیس شده و به کربن دی‌اکسید و آهک تبدیل می‌شود:
CaCO۳ + heat → CaO + CO۲
در این کوره‌ها به طور معمول مخلوطی از سنگ آهک و زغال سنگ به طور لایه لایه قرار داده می‌شود. پس از روشن کردن کوره، زغال سنگ سوخته و حرارت بالایی تولید می‌کند که موجب تجزیه سنگ آهک می‌شود. کربن دی‌اکسید تولیدی از بالای کوره خارج شده و آهک زنده در کوره باقی می‌ماند.